# Ямата-но ороті

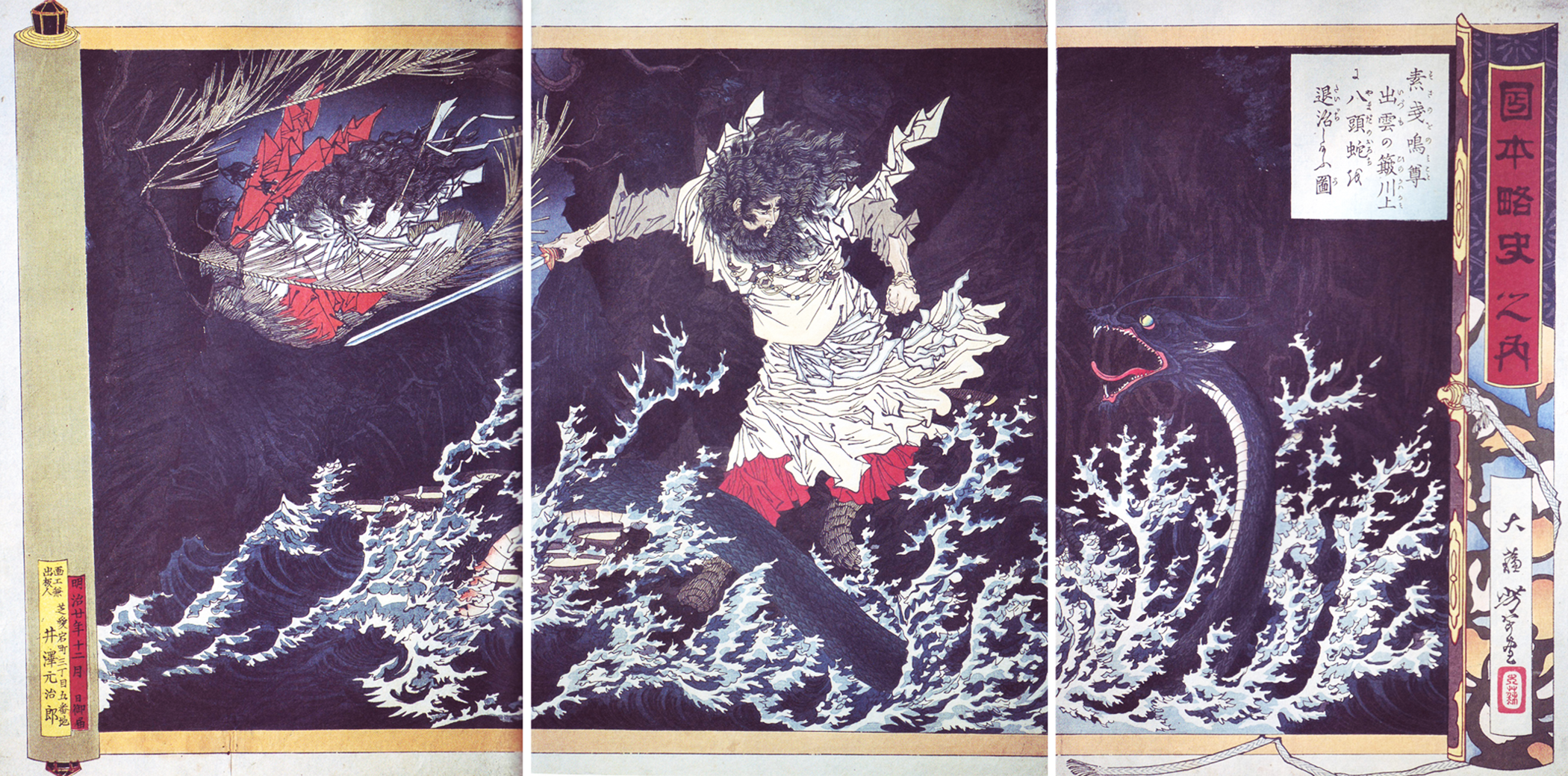
Битва синтоїстських божеств Сусаноо і Ямата-но ороті (художник Цукіока Йосітосі)

Ямата-но ороті (яп. 八岐の大蛇, восьмиголовий і восьмихвостий великий змій) — дракон у синтоїстській міфології.

## Назва
Назва дракона може записуватися ієрогліфами як八岐大蛇, 八俣遠呂智, 八俣遠呂知. Перша згадка Ямата-но ороті зустрічається в Кодзікі (VIII століття) в записі 八俣遠呂智. З приводу перекладу назви існують різні думки: якщо перша частина, «ямата», у всіх варіантах означає «розділений на вісім частин» у сенсі «восьмиголовий і восьмихвостий», то слово «ороті» (старояп. woröti) набуло значення «великий Змій» пізніше. В Ніхонґі «о» записано як «пік», «ро» — як суфікс, а «ті» — як «дух, божество».

## Легенда
Згідно з переказами, після вигнання з небесних полів (Такаманохара), японський міфічний герой Сусаноо спустився до річки Хі (яп. 簸川, в давнину вимовлялося як «Пі», нинішня Хії) в провінції Ідзумо, де зустрів заплаканих старого зі старою і дівчинкою. Старий відрекомендувався як Асінадзуті, син старшого камі гір Ооямацумі. Дівчинка ж була Кусінада-хіме, жіноча камі й майбутня дружина Сусаноо. На питання, чому сім'я в такому горі, старий відповів, що раніше він мав 8 дочок, але всіх аж до останньої довелося по черзі віддати чудовиську — восьмиголовому гігантському змію.
За описом, змій мав 8 голів і 8 хвостів на одному тулубі; червоні, як вишні, очі; на його тілі росли мох і кипариси, а довжина його дорівнювала величині 8 долин і 8 пагорбів. Після того, як старий пообіцяв герою віддати йому Кусінада-хіме в дружини, Сусаноо за його допомоги підготував хитрість, щоб перемогти Змія. Він наказав зварити жбан 8 разів перегнаного саке і поставив напій всередині високої огорожі з вісьмома воротами.
Після того, як це було виконано, з'явився змій Ямата-но ороті, всіма 8 головами випив саке і, сп'янівши, заснув міцним сном. Тоді Сусаноо відрубав своїм мечем Тоцука-но цуругі змію всі голови, забарвивши при цьому води річки Хі його кров'ю в червоний колір. Коли герой розрубав середній хвіст чудовиська, він виявив Кусанагі — священний меч, який є зараз однією з трьох регалій японських імператорів.
Перемога Сусаноо над змієм є приводом для щорічних свят у різних синтоїстських храмах.
Є припущення, що переказ є метафорою боротьби місцевих жителів з річкою Хії, яка в давні часи завдавала значної шкоди своїми повенями.